# 河南省历史文化名镇
河南省历史文化名镇由河南省政府公布。
- 河南省第二批历史文化名镇：1989公布：
  - 朱仙镇
  - 竹沟镇
  - 荆紫关镇
  - 社旗镇

- 河南省第二批历史文化名镇：2007年04月公布，12个镇[1]
  - 郑州市惠济区古荥镇
  - 新安县铁门镇
  - 鹤壁市山城区石林乡
  - 禹州市神篨镇
  - 禹州市鸿畅镇
  - 临颍县繁城回族镇
  - 郏县广阔天地乡
  - 南阳市卧龙区石桥镇
  - 遂平县岈山乡
  - 光山县白雀园镇
  - 光山县泼陂河镇
  - 永城市芒山镇。

- 河南省第三批历史文化名镇：2008年11月14日公布，9个镇[2]
  - 郑州市巩义市康店镇
  - 安阳市林州市任村镇
  - 安阳市滑县道口镇
  - 许昌市襄城县丁营乡
  - 漯河市舞阳县北舞渡镇
  - 平顶山市郏县冢头镇
  - 信阳市固始县陈集乡
  - 商丘市永城市陈官庄乡
  - 商丘市睢县后台乡

- 第四批历史文化名镇：2010年11月17日公布，7个[3]
  - 尉氏县洧川镇
  - 滑县万古镇
  - 桐柏县淮源镇
  - 永城市李寨镇
  - 商水县邓城镇
  - 淮滨县张庄乡
  - 济源市轵城镇

- 第五批历史文化名镇：5个[4]。
  - 登封市君召乡
  - 灵宝市函谷关镇
  - 南召县云阳镇
  - 宁陵县张弓镇
  - 光山县砖桥镇

- 第六批历史文化名镇：13个[5]
  - 登封市颍阳镇
  - 荥阳市汜水镇
  - 安阳县蒋村镇
  - 林州市石板岩乡
  - 禹州市浅井镇
  - 禹州市花石镇
  - 宝丰县大营镇
  - 宝丰县商酒务镇
  - 项城市秣陵镇
  - 滑县瓦岗寨镇
  - 邓州市汲滩镇
  - 永城市城关镇
  - 永城市太丘镇。